# 255 Oppavia
255 Oppavia eller 1938 VC är en asteroid i huvudbältet som upptäcktes den 31 mars 1886 av den österrikiske astronomen Johann Palisa. Den fick senare namn efter den tjeckiska staden Opava, en gång i tiden huvudstad i Tjeckiska Schlesien.
Den tillhör asteroidgruppen Gefion.
Dess rotationstid har beräknats till 19,50 timmar.